# Colette Muret
Colette Muret, née le 27 février 1911 à Lausanne et morte le 24 janvier 2009 dans la même ville, est une journaliste et écrivaine suisse. Spécialiste de la chronique judiciaire, elle passe la majeure partie de sa carrière de journaliste au sein de la Gazette de Lausanne, dont elle est la rédactrice en chef adjointe de 1970 à 1975.
En tant que chroniqueuse judiciaire, la journaliste couvre de nombreuses affaires pour la Gazette de Lausanne, dont la célèbre affaire Jaccoud en 1960. Elle signe également de nombreux articles pour les pages sportives, couvrant notamment sept Jeux olympiques. Elle écrit aussi plusieurs nouvelles pour les colonnes du journal et publie deux recueils. Colette Muret s'est également engagée très tôt dans la protection de la nature, en défendant par exemple la préservation de Lavaux aux côtés de Franz Weber dès les années 1970 et différents autres sites naturels suisses.

## Biographie

### Famille et jeunesse
Issue d'une grande famille libérale vaudoise, Colette Muret naît le 27 février 1911 à Lausanne, en Suisse. Fille de Maurice Muret, docteur à Lausanne, et de Clarisse Auberjonois, elle est la sœur d'André Muret, conseiller municipal et leader communiste lausannois, et la nièce du peintre René Auberjonois.
Elle s’intéresse très jeune à la presse écrite et commence à lire des journaux dès l'âge de huit ans. Elle entame dans un premier temps des études en Lettres, puis décide d'entreprendre une école de journalisme à Paris, un solide bastion masculin. En 1939, au commencement de la Seconde Guerre mondiale, elle s'engage dans l'armée suisse après avoir participé aux premiers recrutements ouverts aux femmes à la suite de la création du Service complémentaire féminin. Ses études terminées, Colette Muret travaille d'abord dans le journal local La Nouvelle Revue, avant d'être engagée à la Gazette de Lausanne en 1946.

### Carrière à la Gazette de Lausanne
À son arrivée au sein de la Gazette de Lausanne, elle se distingue de ses homologues féminins en devenant chroniqueuse sportive. Pratiquant elle-même le tennis et le ski, elle couvre pour le journal sept Jeux olympiques. Colette Muret ne se cantonne pas qu'au sport et écrit également des articles portant sur d'autres domaines.
Au début des années 1950, la journaliste est affectée à la chronique judiciaire de la gazette sur une proposition de son rédacteur en chef Pierre Béguin. Elle découvre et se fascine rapidement pour le monde de la justice. Tout en développant son style, elle devient une spécialiste de la chronique judiciaire vaudoise pendant plusieurs décennies. Elle couvre de nombreux procès, dont l'un des plus célèbres en Suisse sur l'affaire Jaccoud en 1960. De 1970 à 1975, elle occupe le poste de rédactrice en chef adjointe de la Gazette de Lausanne. De 1979 à 1993, Colette Muret collabore en parallèle avec l'Agence télégraphique suisse afin d'assurer la couverture de nombreux procès. Elle préside également l'Association romande des chroniqueurs judiciaires en 1989.
Libre d'esprit, Colette Muret s'attache à différents principes comme la loyauté et le non-conformisme. Elle devient une figure remarquée du gotha lausannois. Les lecteurs de la Gazette de Lausanne apprécient sa plume et l'humour qu'elle manie dans ses billets. Son style journalistique empreint d'un certain détachement fait écho à la diversité de ses intérêts. Colette Muret écrit également plusieurs nouvelles et contes pour les colonnes du journal. Elle ne publie cependant que deux œuvres littéraires : Les blés en 1965 et Le vent indien en 1991.
Défenseuse de l'environnement et du patrimoine, elle s'engage dès les années 1970 contre les politiques d'urbanisation galopante. Elle est à l’origine de la création de la Défense de Lausanne en 1967, un mouvement luttant pour la préservation du patrimoine historique. Pionnière de l'écologie dans le canton de Vaud, elle défend de nombreux projets de préservation en s'engageant notamment au côté de Franz Weber dans la protection du Lavaux.

### Retraite et fin de vie
Elle se retire de la profession de journaliste au début des années 1990. De par son métier, elle avait choisi une vie solitaire. Doyenne des journalistes vaudoises, elle meurt le 24 janvier 2009 à l'âge de 97 ans.

## Publications
- Les blés, Lausanne, Éd. des Terreaux, 1965, 35 p.
- Le vent indien : nouvelles, Genève, Slatkine, 1991, 69 p. (ISBN 2051011656)